# 1792 au théâtre
| Années du théâtre : 1789 - 1790 - 1791 - 1792 - 1793 - 1794 - 1795    |
| Décennies du théâtre : 1760 - 1770 - 1780 - 1790 - 1800 - 1810 - 1820 |

## Événements
- 17 janvier : Ouverture à Paris du Théâtre du Vaudeville, dirigé par Pierre-Antoine-Augustin de Piis et Pierre-Yves Barré, rue de Chartres-Saint-Honoré (rue aujourd'hui disparue, située entre la place du Carrousel et le Palais-Royal, Ier arr.), dans l'ancien Waux-hall d'Hiver (ou Petit-Panthéon), une salle de danse édifiée par l'architecte Lenoir et située sur une partie des terrains de l'ex-hôtel de Rambouillet dans les années 1770. Ses directeurs y font représenter principalement des « petites pièces mêlées de couplets sur des airs connus », dont des vaudevilles de leur propre répertoire.

## Pièces de théâtre publiées
- Bursay, Les Indiens en Angleterre, comédie en trois actes et en prose, librement traduit de la pièce allemande d'Auguste de Kotzebue, Bruxelles, J. L. de Boubers, 104 p.

## Pièces de théâtre représentées
- 7 février : La Comedia Nueva o el café de Leandro Fernández de Moratín, Madrid, Teatro del Principe.
- 24 février : Le Vieux Célibataire, comédie de Jean-François Collin d'Harleville, Paris, Théâtre de la nation avec François-René Molé et Louise Contat.
- 6 mars : Robert, chef de brigands de Lamartelière, au théâtre du Marais, Paris, interprété par Baptiste aîné, dont ce fut le premier succès.
- 6 juin : La Mère coupable, drame de Beaumarchais, dans la nouvelle salle du Théâtre du Marais.
- 29 décembre : La Matinée d'une jolie femme d'Étienne Vigée, comédie en un acte et en prose, au Théâtre de la nation, Paris, avec Louise Contat.
- Jan Potocki fait représenter au château de Łańcut en Pologne des Parades, qu'il fait publier la même année à Varsovie sous le titre Recueil de parades représentées sur le théâtre de Łańcut dans l'année 1792 ; elles comprennent 8 pièces : Gile amoureux, Le Calendrier des vieillards, Le Comédien bourgeois, Voyage de Cassandre aux Indes, Cassandre homme de lettres, Cassandre démocrate, Les Bohémiens d'Andalousie, L'Aveugle[1].

## Naissances
- 15 mars : Virginie Ancelot, romancière et autrice dramatique française, morte le 20 mars 1875

## Décès
- 25 février : Antoine Bret, auteur dramatique français, né le 9 juillet 1717.
- 12 mai : Charles-Simon Favart, dramaturge et librettiste français, né le 13 novembre 1710.
- 4 juin : Jakob Lenz, dramaturge allemand, l'un des principaux représentants du mouvement littéraire Sturm und Drang, né le 23 janvier 1751.
- 2 septembre (exécuté sommairement lors des massacres de Septembre) : Jean-Charles Le Vacher de Charnois, écrivain, journaliste rédacteur du Journal des théâtres, ou le Nouveau Spectateur, dramaturge et critique théâtral français, né le 14 mars 1749.